# NME
NME (The New Musical Express) je britský hudební magazín zaměřený na populární hudbu. Vychází jednou týdně a to již od 7. března 1952, kdy ho založil Theodore Smythson, původně jako hudební noviny a později magazín. Od roku 1996 má svou online verzi NME.com, největší samostatný portál se sedmi miliony uživatelů. Roku 2000 se sloučil s méně úspěšným nejstarším konkurentem, vydávaným rovněž společností IPC Media, magazínem Melody Maker, vycházejícím již od roku 1926. Poslední tištěná verze magazínu byla vydána 9. března 2018, přičemž bylo oznámeno, že nadále bude vydáván pouze v digitální podobě.
Jako první již v roce svého založení začal zveřejňovat žebříček skladeb na singlech. Každý rok rozdává ocenění vybraným umělcům v rámci hudebních cen NME Awards.
NME také v prvním desetiletí 21. století začal provozovat pod společností DX Media své NME Radio a pod společností CSC Media Group svou televizní stanici NME TV.